# Alexandar Tomow (Politiker)

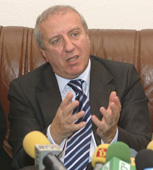
Alexandar Tomow

Alexandar Trifonow Tomow (bulgarisch Александър Трифонов Томов; * 27. April 1954 in Sofia) ist ein bulgarischer Politiker (BSP, BEL) und Sportfunktionär. Er war von 1990 bis 1991 stellvertretender Ministerpräsident Bulgariens. Von Dezember 2006 bis 2008 war er Präsident des bulgarischen Rekordfußballmeisters ZSKA Sofia.

## Leben
Nachdem Alexandar Tomow 1972 seine Schulausbildung beendet hatte, studierte er an der Universität für National- und Weltwirtschaft in Sofia und Staatliche Universität für Wirtschaft und Finanzen in Sankt Petersburg, die er im Jahr 1978 absolvierte. Nach 1982 arbeitete er als Dozent am Institut für Politologie und Philosophie an der Universität Sofia.
Alexandar Tomow war Mitglied der Bulgarischen Kommunistische Partei (BKP). Von 1985 bis 1989 war er Berater des Ministerpräsidenten Georgi Atanassow. Als Wortführer des reformorientierten, sozialdemokratischen DEMOS-Flügels (Bewegung für Demokratischen Sozialismus) war er im November 1989 an der Absetzung des langjährigen Parteiführers Todor Schiwkow beteiligt. Die BKP benannte sich 1990 in Bulgarische Sozialistische Partei (BSP) um und Tomow wurde er zum stellvertretenden Parteivorsitzenden gewählt. Er wurde im Juni 1990 in die Verfassunggebende Versammlung gewählt. Von Dezember 1990 bis November 1991 war er Vizeministerpräsident in der Regierung von Dimitar Popow sowie von Januar 1991 bis zu dessen Auflösung im Juni 1991 stellvertretender Vorsitzender des Rats für gegenseitige Wirtschaftshilfe (RGW). Von 1991 bis 1994 war Tomow Abgeordneter in der bulgarischen Nationalversammlung. Tomow wurde 1992 Leiter des Schattenkabinetts der BSP, geriet aber zunehmend in Konflikt mit dem Parteivorsitzenden Schan Widenow über die politische Ausrichtung der Partei.
Aus Enttäuschung über die mangelnde Reformierbarkeit der BSP, verließ er diese im Mai 1993 und gründete die Bürgerliche Vereinigung für die Republik (Гражданско обединение за републиката, GOR), die den Präsidenten Schelju Schelew unterstützte. Die GOR trat zur Parlamentswahl 1994 zusammen mit der sozialdemokratischen BSDP und der Grünen Partei als Demokratische Alternative für die Republik (Демократична алтернатива за републиката, DAR), die aber mit 3,8 Prozent der Stimmen den Einzug ins Parlament verfehlte. Im Februar 1997 wandelte Tomow die GOR in eine Partei namens Bulgarska Ewrolewiza (BEL; Bulgarische Eurolinke) um und wurde deren Vorsitzender. Bei der Parlamentswahl 1997 erhielt die Eurolinke 5,5 % der Stimmen und zog mit 14 Abgeordneten in das Parlament ein. Auch Tomow war bis 2001 erneut Mitglied der Nationalversammlung.
Tomow ist Mitbegründer und ehemaliger Vorsitzender der Stiftung „21. Wek“ (auf Deutsch 21. Jahrhundert). Bevor er im Dezember zum Präsidenten eines der größten Fußballklubs des Landes, ZSKA Sofia, gewählt wurde, war er Geschäftsführer der Stahlproduzenten Kremikovzi in Sofia.

### Sport
Tomov ist bekannt für sein Engagement in verschiedenen Funktionen des CSKA Sofia Fußballvereins. Er war maßgeblich daran beteiligt, den indischen Geschäftsmann Pramod Mittal in Bezug auf eine Reihe von Geschäften von Kremikovtzi nach Bulgarien zu bringen. Mittal wurde schließlich im Dezember 2006 Besitzer der „Armymen“, bevor er den Verein Anfang 2009 an Titan Sport EAD verkaufte. Tomov war vom 5. Dezember 2006 bis 5. Juni 2008 sowie ab Juli 2008 Präsident von CSKA Sofia bis zum 9. April 2009.